# Џонс
Џонс (енгл. Johns Island) је острво САД које припада савезној држави South Carolina. Површина острва износи 217 km². Према попису из 2000. на острву је живело 11477 становника.